# Diskolampa

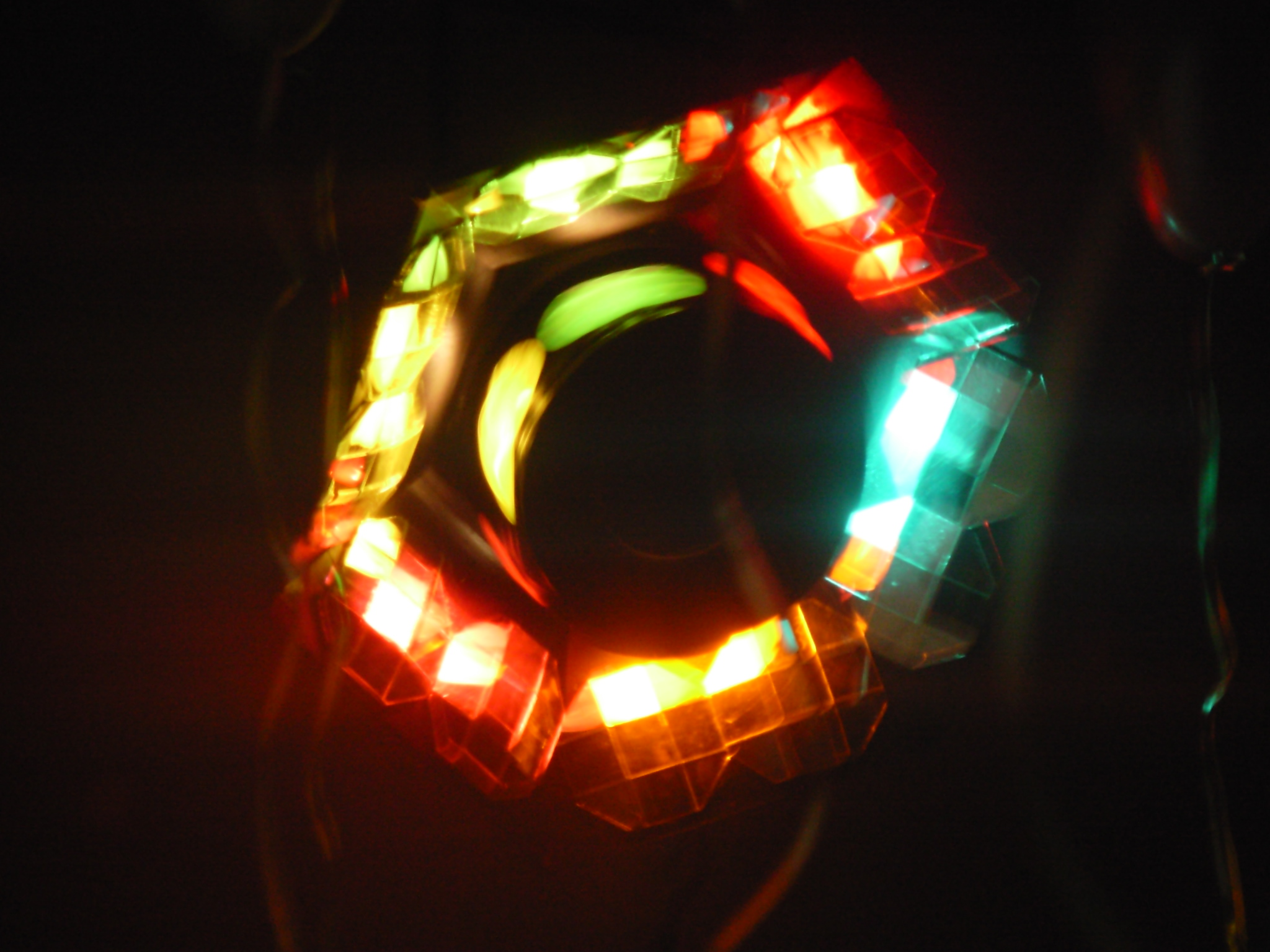
En diskolampa.

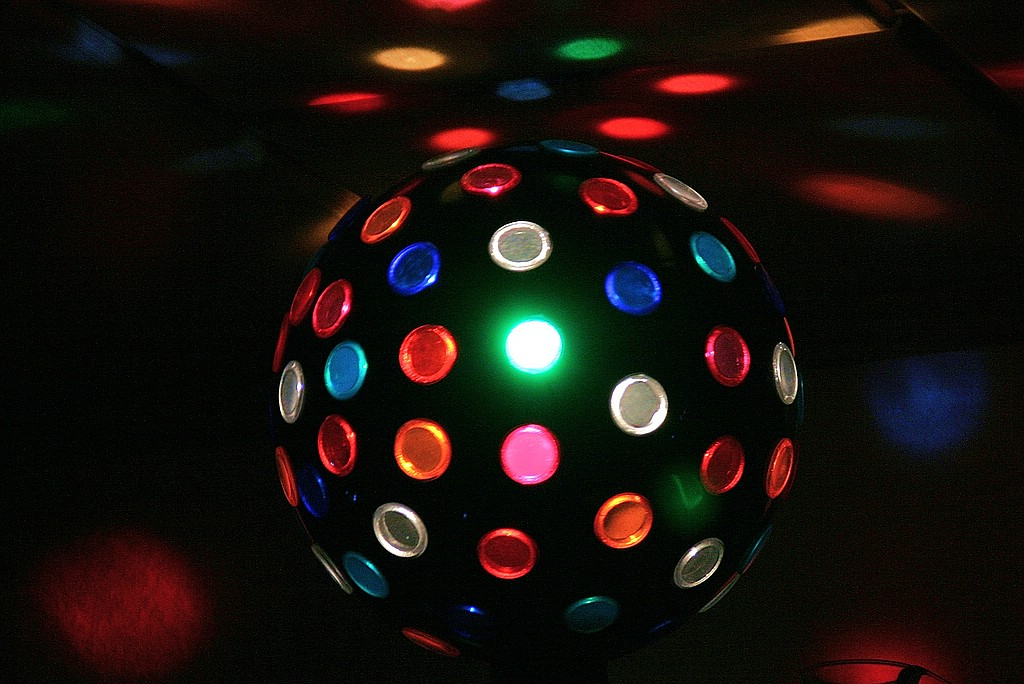
En diskolampa.

En diskolampa eller discolampa är en lampa som används i discosammanhang. Vanligtvis en glob med en mängd blinkande lampor i olika färger, och där globen snurrar längs en axel med hjälp av en motor. Detta i samverkan med andra ljuskällor ger en känsla av rörelse och har fått stor spridning på nattklubbar.

## Historia
Det som med tiden kommit att kallas för "diskolampa" användes först på nattklubbar under 1920-talet. Dock patenterades den 1917.